# 奥莉加·列昂尼多芙娜·季莫费耶娃
奥莉加·列昂尼多芙娜·季莫费耶娃（羅馬化：Ol'ga Leonidovna Timofeyeva；1967年4月28日—）是一位俄罗斯政治人物，自2019年10月8日起担任塞瓦斯托波尔副市长。
季莫费耶娃于2014年至2019年担任塞瓦斯托波尔联邦委员会成员。
蒂莫费耶娃还曾于2014年担任塞瓦斯托波尔立法议会议员。